# IndyCar Series 2010
Le championnat IndyCar Series 2010 s'est déroulé du 14 mars au 2 octobre 2010 et a été remporté par le Britannique Dario Franchitti sur une monoplace du Chip Ganassi Racing.

## Engagés
Tous les pilotes conduisent une Dallara, motorisée par Honda et chaussée par Firestone.
| Écurie                        | No | Pilotes                 |
| ----------------------------- | -- | ----------------------- |
| Target Chip Ganassi Racing    | 9  | Scott Dixon             |
| Target Chip Ganassi Racing    | 10 | Dario Franchitti        |
| Team Penske                   | 3  | Hélio Castroneves       |
| Team Penske                   | 6  | Ryan Briscoe            |
| Team Penske                   | 12 | Will Power              |
| Andretti Autosport            | 7  | Danica Patrick          |
| Andretti Autosport            | 11 | Tony Kanaan             |
| Andretti Autosport            | 26 | Marco Andretti          |
| Andretti Autosport            | 37 | Ryan Hunter-Reay        |
| Newman/Haas Racing            | 06 | Hideki Mutoh            |
| Dale Coyne Racing             | 18 | Milka Duno              |
| Panther Racing                | 4  | Dan Wheldon             |
| KV Racing Technology          | 5  | Takuma Satō (R)         |
| KV Racing Technology          | 8  | E. J. Viso              |
| KV Racing Technology          | 32 | Mario Moraes            |
| de Ferran Luczo Dragon Racing | 2  | Raphael Matos           |
| A. J. Foyt Enterprises        | 14 | Vitor Meira             |
| Dreyer & Reinbold Racing      | 22 | Justin Wilson           |
| Dreyer & Reinbold Racing      | 24 | Mike Conway             |
| HVM Racing                    | 78 | Simona de Silvestro (R) |
| Conquest Racing               | 34 | Mario Romancini (R)     |
| Conquest Racing               | 24 | Bertrand Baguette (R)   |
| / FAZZT Race Team (en)        | 77 | Alex Tagliani           |

Note : L'écurie Newman/Haas Racing était engagée dans les cinq premières manches de la saison sous le nom Newman/Haas/Lanigan Racing. 

## Courses de la saison 2010
| Date         | Course                                                       | Circuit                     | Vainqueur         | Voiture       | Écurie              |
| 14 mars      | São Paulo Indy 300                                           | São Paulo                   | Will Power        | Dallara-Honda | Team Penske         |
| 28 mars      | Honda Grand Prix of St-Petersburg                            | St. Petersburg              | Will Power        | Dallara-Honda | Team Penske         |
| 11 avril     | Indy Grand Prix of Alabama                                   | Barber Motorsports Park     | Hélio Castroneves | Dallara-Honda | Team Penske         |
| 18 avril     | Toyota Grand Prix of Long Beach                              | Long Beach                  | Ryan Hunter-Reay  | Dallara-Honda | Andretti Autosport  |
| 1er mai      | RoadRunner Turbo Indy 300                                    | Kansas Speedway             | Scott Dixon       | Dallara-Honda | Chip Ganassi Racing |
| 30 mai       | Indianapolis 500                                             | Indianapolis Motor Speedway | Dario Franchitti  | Dallara-Honda | Chip Ganassi Racing |
| 5 juin       | Firestone 550                                                | Texas Motor Speedway        | Ryan Briscoe      | Dallara-Honda | Team Penske         |
| 20 juin      | Iowa Corn Indy 250                                           | Iowa Speedway               | Tony Kanaan       | Dallara-Honda | Andretti Autosport  |
| 4 juillet    | Camping World Watkins Glen Grand Prix                        | Watkins Glen International  | Will Power        | Dallara-Honda | Team Penske         |
| 18 juillet   | Honda Indy Toronto                                           | Toronto                     | Will Power        | Dallara-Honda | Team Penske         |
| 25 juillet   | Rexall Edmonton Indy                                         | Edmonton Indy               | Scott Dixon       | Dallara-Honda | Chip Ganassi Racing |
| 8 août       | Honda 200                                                    | Mid-Ohio                    | Dario Franchitti  | Dallara-Honda | Chip Ganassi Racing |
| 22 août      | Peak Antifreeze & Motor Oil Indy Grand Prix of Sonoma County | Infineon Raceway            | Will Power        | Dallara-Honda | Team Penske         |
| 28 août      | Peak Antifreeze Indy 300                                     | Chicagoland Speedway        | Dario Franchitti  | Dallara-Honda | Chip Ganassi Racing |
| 4 septembre  | Meijer Indy 300                                              | Kentucky Speedway           | Hélio Castroneves | Dallara-Honda | Team Penske         |
| 18 septembre | Indy Japan 300                                               | Twin Ring Motegi            | Hélio Castroneves | Dallara-Honda | Team Penske         |
| 2 octobre    | Firestone Indy 300                                           | Homestead-Miami Speedway    | Scott Dixon       | Dallara-Honda | Chip Ganassi Racing |

## Classement des pilotes
| Classement | Pilote              | Pays             | Voiture       | Écurie                                                        | Nombre de points |
| ---------- | ------------------- | ---------------- | ------------- | ------------------------------------------------------------- | ---------------- |
| 1er        | Dario Franchitti    | Royaume-Uni      | Dallara-Honda | Chip Ganassi Racing                                           | 602              |
| 2e         | Will Power          | Australie        | Dallara-Honda | Team Penske                                                   | 597              |
| 3e         | Scott Dixon         | Nouvelle-Zélande | Dallara-Honda | Chip Ganassi Racing                                           | 547              |
| 4e         | Hélio Castroneves   | Brésil           | Dallara-Honda | Team Penske                                                   | 531              |
| 5e         | Ryan Briscoe        | Australie        | Dallara-Honda | Team Penske                                                   | 482              |
| 6e         | Tony Kanaan         | Brésil           | Dallara-Honda | Andretti Autosport                                            | 453              |
| 7e         | Ryan Hunter-Reay    | États-Unis       | Dallara-Honda | Andretti Autosport                                            | 445              |
| 8e         | Marco Andretti      | États-Unis       | Dallara-Honda | Andretti Autosport                                            | 392              |
| 9e         | Dan Wheldon         | Royaume-Uni      | Dallara-Honda | Panther Racing                                                | 388              |
| 10e        | Danica Patrick      | États-Unis       | Dallara-Honda | Andretti Autosport                                            | 367              |
| 11e        | Justin Wilson       | Royaume-Uni      | Dallara-Honda | Dreyer & Reinbold Racing                                      | 361              |
| 12e        | Vitor Meira         | Brésil           | Dallara-Honda | A. J. Foyt Enterprises                                        | 310              |
| 13e        | Alex Tagliani       | Canada           | Dallara-Honda | FAZZT Race Team (en)                                          | 302              |
| 14e        | Raphael Matos       | Brésil           | Dallara-Honda | de Ferran Dragon Racing                                       | 290              |
| 15e        | Mario Moraes        | Brésil           | Dallara-Honda | KV Racing Technology                                          | 287              |
| 16e        | Alex Lloyd          | Royaume-Uni      | Dallara-Honda | Dale Coyne Racing                                             | 266              |
| 17e        | Ernesto Viso        | Venezuela        | Dallara-Honda | KV Racing Technology                                          | 262              |
| 18e        | Hideki Mutoh        | Japon            | Dallara-Honda | Newman/Haas Racing                                            | 250              |
| 19e        | Simona de Silvestro | Suisse           | Dallara-Honda | HVM Racing                                                    | 242              |
| 20e        | Graham Rahal        | États-Unis       | Dallara-Honda | Sarah Fisher Racing Rahal Letterman Racing Newman/Haas Racing | 235              |
| 21e        | Takuma Satō         | Japon            | Dallara-Honda | KV Racing Technology                                          | 214              |
| 22e        | Bertrand Baguette   | Belgique         | Dallara-Honda | Conquest Racing                                               | 213              |
| 23e        | Milka Duno          | Venezuela        | Dallara-Honda | Dale Coyne Racing                                             | 184              |
| 24e        | Mario Romancini     | Brésil           | Dallara-Honda | Conquest Racing                                               | 149              |
| 25e        | Mike Conway         | Royaume-Uni      | Dallara-Honda | Dreyer & Reinbold Racing                                      | 110              |
| 26e        | Sarah Fisher        | États-Unis       | Dallara-Honda | Sarah Fisher Racing                                           | 92               |
| 27e        | Paul Tracy          | Canada           | Dallara-Honda | KV Racing Technology Dreyer & Reinbold Racing                 | 91               |
| 28e        | Ed Carpenter        | États-Unis       | Dallara-Honda | Panther Racing                                                | 90               |
| 29e        | Tomas Scheckter     | Afrique du Sud   | Dallara-Honda | Dreyer & Reinbold Racing Conquest Racing                      | 89               |
| 30e        | Ana Beatriz         | Brésil           | Dallara-Honda | Dreyer & Reinbold Racing                                      | 55               |
| 31e        | Jay Howard          | Royaume-Uni      | Dallara-Honda | Sarah Fisher Racing                                           | 44               |
| 32e        | John Andretti       | États-Unis       | Dallara-Honda | Andretti Autosport                                            | 35               |
| 33e        | Sebastian Saavedra  | Colombie         | Dallara-Honda | Bryan Herta Autosport Conquest Racing                         | 29               |
| 34e        | Adam Carroll        | Royaume-Uni      | Dallara-Honda | Andretti Autosport                                            | 26               |
| 35e        | J. R. Hildebrand    | États-Unis       | Dallara-Honda | Dreyer & Reinbold Racing                                      | 26               |
| 36e        | Davey Hamilton      | États-Unis       | Dallara-Honda | De Ferran Dragon Racing                                       | 26               |
| 37e        | Francesco Dracone   | Italie           | Dallara-Honda | Conquest Racing                                               | 24               |
| 38e        | Townsend Bell       | États-Unis       | Dallara-Honda | Sam Schmidt Motorsports                                       | 18               |
| 39e        | Bruno Junqueira     | Brésil           | Dallara-Honda | FAZZT Race Team (en)                                          | 13               |
| 40e        | Roger Yasukawa      | États-Unis       | Dallara-Honda | Conquest Racing                                               | 12               |

- Sur fond vert, le "rookie of the year" (meilleur débutant de l'année).